# Sotis Volanis
Sotis Volanis (griechisch Σώτης Βολάνης, * 20 Februar 1971 in Akrolimni in Zentralmakedonien) ist ein griechischer Sänger. Er gehört der Bevölkerungsgruppe der Roma an.

## Leben und Karriere
Seinen größten Erfolg hatte er 2001 mit dem Lied Poso Mou Lipi (i zesti ankalia sou) (griechisch Πόσο μου λείπει η ζεστή αγκαλιά σου), zu Deutsch Wie sehr ich deine warme Umarmung vermisse.
Ausgelöst durch den großen Erfolg wurde der Song mehrmals gecovert:
- auf Türkisch von Serdar Ortaç als Beni Unut
- auf Bulgarisch von Azis als Obicham Te
- auf Arabisch von Fadel Shaker als Ya ghayeb
- auf Serbisch von Jelena Karleuša als Nisi u pravu und von Funky G als Gde si ti
- auf Hebräisch von Shlomi Saranga und Moshik Afia als Halom Matok

Der Song Thelo Na Do wurde im Jahr 2004 vom türkischen Sänger Emre Altuğ unter dem Titel Su Gibisin gecovert.
2010 gab Volanis bekannt, alkoholabhängig zu sein. Aufgrund seiner introvertierten Persönlichkeit und seiner Schüchternheit habe er angefangen zu trinken, wolle aber den Kampf gegen die Sucht aufnehmen. Er könne nicht verstehen, wie es so weit kommen konnte.

## Diskografie

### Alben
- 2001: Sotis Volanis
- 2002: Sotis Volanis 2
- 2003: Orkoi Agapis
- 2005: Tak Tak
- 2007: Na M' Agapas
- 2009: Panselinos
- 2010: Po! Po! Po!
- 2013: Epistrefo Anevasmenos
- 2017: Emeis Ama Kollisoume De Tha Xekollisoume

### Live-Alben
- 2004: Sotis Live

### EPs
- 2001: Papse Lipon
- 2002: Remixes
- 2004: Dove ti trovo

### Singles (Auswahl)
- 2001: Poso Mou Lipi
- 2001: Thelo Na Do
- 2001: San to tsigaro me katastrefis
- 2001: O Kathreftis
- 2002: S' Eho Kseperasei
- 2005: Tak Tak (solo oder mit Sarit Hadad)
- 2005: Alli taktiki
- 2007: Moro mou
- 2007: Giagia kai pappous (mit Paola)
- 2007: Na M' Agapas
- 2007: Tha se do na ponas
- 2010: Soti
- 2013: Sexokoritso